# Маріо Арілло
Маріо Арілло (італ. Mario Arillo, 25 березня 1912, Ла-Спеція — 21 вересня 2000, Ла-Спеція) — італійський військовик, учасник Другої світової війни, нагороджений Золотою медаллю «За військову доблесть».

## Біографія
Маріо Арілло народився 25 березня 1912 року в Ла-Спеції у сім'ї військового моряка. У 1927 році вступив до Військово-морської академії в Ліворно, яку закінчив у 1932 році у званні гардемарина. Був призначений на крейсер «Трієсте». З квітня по травень 1933 року ніс службу на міноносці «Стокко». У липні того ж року отримав звання молодшого лейтенанта і повернувся на крейсер «Трієсте». З серпня 1933 року по жовтень 1934 року ніс службу на есмінці «Джованні да Верраццано».
У липні 1935 року призначений га есмінець «Дардо», з квітня по листопад 1936 року ніс службу на підводному човні «H 2». У липні 1937 року отримав звання лейтенанта. З листопада 1937 року по липень 1938 року ніс службу на крейсерах «Тренто» і «Трієсте». Далі протягом шести місяців на крейсері «Дука дельї Абруцці» був ад'ютантом командувача 3-ї дивізії флоту. 
З липня 1938 року по вересень 1940 року ніс службу у Військово-морській академії.
Після вступу Італії у Другу світову війну був призначений капітаном підводного човна «Етторе Ф'єрамоска», а у січні 1941 року - капітаном підводного човна «Амбра». 31 березня того ж року південніше Криту «Амбра» двома торпедами потопив британський легкий крейсер «Бонавентуре».
У липні 1941 року, після атаки Валлетти 10-ю флотилією МАС Маріо Арілло зустрівся з Юніо Валеріо Боргезе і виявив бажання служити у цій флотилії. Підводний човен «Амбра» був переобладнаний для доставки людино-керованих торпед до місця атаки. У травні 1942 року він доставив бойових плавців для атаки Александрії (яка не мала успіху), а у грудні того ж року брав участь в успішній операції N.A. 1. За участь у цій операції Маріо Арілло був нагороджений Золотою медаллю «За військову доблесть». 
У червні 1943 року Маріо Арілло прибув до Данціга, щоб прийняти командування підводним човном «S.5», будівництво якого якраз завершувалось. Човен увійшов до складу ВМС Італії 31 липня. Маріо Арілло командував човном до капітуляції Італії 8 вересня того ж року. Після капітуляції німці запропонували італійцям або перейти на службу Італійській соціальній республіці, або бути інтернованими у таборах для військовополонених. З близька п'ятисот італійців шістдесят вирішили припинити боротьбу і були інтерновані у Німеччині.
Маріо Арілло повернувся до Італії, де став одним із заступників Боргезе. Він продовжував воювати до кінця війни, очолювавши морські сили в Тірренському морі. У квітні 1945 року відіграв значну роль в порятунку порту Генуї, який німці мали намір висадити у повітря. 15 квітня захоплений у морі британським есмінцем, був поміщений у табір для військовополонених в Афраголі, а потім в Алжирі. Повернувся до Італії у 1946 році.
Після завершення війни брав участь у розмінуванні італійських портів, але в рамках кампанії очищення від фашизму був звільнений зі служби та понижений у званні до лейтенанта. Проте згодом за рішенням комісії під керівництвом Владіміро Піні був поновлений у званні.
Залишивши службу, Маріо Арілло здобув вищу освіту за фахом інженера, проте залишився у резерві флоту. Отримав звання капітана II рангу, а згодом і капітана I рангу.
Помер 27 вересня 2000 року у Ла-Спеції.

## Нагороди

### Італійські
- Золота медаль «За військову доблесть» (26.03.1943)
- Срібна медаль «За військову доблесть» (17.08.1941)
- Срібна медаль «За військову доблесть» (03.12.1942)
- Бронзова медаль «За військову доблесть» (17.12.1942)

### Іноземні
- Залізний Хрест 2-го класу (Німеччина)